# Can Castells (Torroella de Montgrí)
Can Castells és una obra amb elements gòtics de Torroella de Montgrí (Baix Empordà) inclosa a l'Inventari del Patrimoni Arquitectònic de Catalunya.

## Descripció
La finestra està situada al segon pis de la façana de Can Castells, edifici que forma part del conjunt de la plaça de la Vila.
És un element de pedra ben treballada, amb arc conopial, decorat a la part interior amb lòbuls i a la part de dalt amb relleus d'inspiració vegetal.
L'element està situat a Can Castells. Les seves característiques formals permeten datar-lo entre els segles XIV-XV; segurament formava part d'una de les cases de l'eixample medieval de Torroella, que tenia el seu centre a la plaça de la Vila. Actualment format part de la façana d'una casa sls segles XVII-XVIII, després que duran unes obres de restauració realitzades l'hivern de l'any 1970 aparegués integrada al mur de la construcció.
El 2023 es duien a terme unes obres de remodelació integral sobre la totalitat de les tres plantes de l'edifici. Promogudes per l'Ajuntament de Torroella canviaren l'estructura interna de l'edifici, adequació de l'accessibilitat i eficiència energètica valorades en 600.000 euros. Un cop acabades les obres es preveia destinar l'edifici a la promoció turística i comercial i com a dependències de la ràdio municipal.